# Land of Cockayne
Land of Cockayne je desáté a poslední studiové album britské skupiny Soft Machine, vydané v roce 1981 na značce EMI. V době nahrávání alba, které probíhalo v červnu a červenci 1980, byli členy skupiny pouze dva hudebníci – Karl Jenkins a John Marshall, kteří si k nahrávání přizvali různé studiové hudebníky. Producentem alba byl Mike Thorne.

## Seznam skladeb
Autorem všech skladeb je Karl Jenkins.
| Pořadí | Název                      | Délka |
| ------ | -------------------------- | ----- |
| 1.     | Over 'n' Above             | 7:24  |
| 2.     | Lotus Groves               | 4:57  |
| 3.     | Isle of the Blessed        | 1:56  |
| 4.     | Panoramania                | 7:07  |
| 5.     | Behind the Crystal Curtain | 0:53  |
| 6.     | Palace of Glass            | 3:22  |
| 7.     | Hot-Biscuit Slim           | 7:27  |
| 8.     | (Black) Velvet Mountain    | 5:10  |
| 9.     | Sly Monkey                 | 5:00  |
| 10.    | A Lot of What You Fancy…   | 0:35  |

## Obsazení
Soft Machine
- Karl Jenkins – klávesy, syntezátory
- John Marshall – bicí, perkuse

Ostatní hudebníci
- Jack Bruce – baskytara
- Allan Holdsworth – kytara
- John Taylor – elektrické piano
- Ray Warleigh – altsaxofon, basflétna
- Dick Morrissey – tenorsaxofon
- Alan Parker – kytara
- Stu Calver – doprovodné vokály
- John G. Perry – doprovodné vokály
- Tony Rivers – doprovodné vokály